# 층으로서의 학생운동론
층으로서의 학생운동론(일본어: 層としての学生運動論 소우토시테노가쿠세이운도우론[*]), 약칭 층학론(層学論)은 전일본학생자치회총연합 초대 위원장 타케이 테루오가 1948년 제기한 학생운동 이론이다. 선구성이론과 대등한 일본 학생운동의 대표적인 이론으로 알려져 있다.
전전 일본의 학생운동론은 일본공산당의 “학생은 소부르주아”라는 규정에 근거했다. 즉 일공당은 학생들이란 실천적으로 단련을 다시해야 쓸모가 있는 존재이며, 혁명주체인 무산자의 혁명사업을 지원하는 위치에 머물러야 한다고 말한 것이었다. 전전의 대학에는 각 대학별로 사회과학연구회들이 결성되었고, 사회과학연구회의 전국조직인 학생연합회(학련)이 실질적으로 학생운동을 지도했다. 하지만 일공당은 “학련이 학생운동을 지도하는 것은 잘못이며, 일본공산청년동맹이 운동을 지도해야 한다. 학련은 무산자신문이나 적색구원회 운동을 양도하고 독서회만 남겨 강화해야 한다”는 견해를 제시했다.
그러나 타케이는 학생층을, 즉시적으로는 부르주아 예비군으로서 특권중간단계에 속하는 부유(浮遊)층일 수 있으나, 자본관계에서 상대적으로 독립적인 진리탐구의 사도로서 객관적으로 어느 계급이 사회를 영도할 것인지 판별할 수 있는 입장에 놓인 사회층(社会層)이기도 하다고 정의, 일본이 미군의 점령하에 놓인 상황에서 국민 각층, 특히 노동자 계급투쟁과 제휴하고 또한 다른 나라의 우수한 학생운동을 배움으로써 평화와 민주주의를 옹호하는 투쟁의 일익을 주체적으로 담당할 수 있다고 주장했다.
타케이의 주장에 대해 당시 일공당 학생담당자는 학생소부르주아 규정을 내세워 반박했고 종종 논쟁의 대상이 되었다. 또한 타케이는 청년공산동맹을 해산하여 일공당의 전햑련에 대한 종파주의적 지배를 저하시켜 동맹 활동가들이 전학련에서 대중적 학생운동을 전개하는 것을 촉진하고 전학련 운동이 대중적인 활동가 집단에서 창출되도록 했다.
이후 공산주의자동맹(공산동) 서기장이 되는 시마 시게오는 타케이 테루오의 학생운동론을 배우고 학생선구성이론을 형성했다. 결과적으로 학생선구성이론은 ＂학생신당 코스(学生新党コース)”가 되면서 신좌파 운동의 하나의 기둥이 되었다는 점에서 타케이 테루오를 일본 신좌파의 원류라고 정의할 수 있다.